# Penthimia nigroscutellata
Penthimia nigroscutellata är en insektsart som beskrevs av Cai och Shen 1998. Penthimia nigroscutellata ingår i släktet Penthimia och familjen dvärgstritar. Inga underarter finns listade i Catalogue of Life.